# Ellie-Jean Coffey
Ellie-Jean Coffey (Almatý, 25 de noviembre de 1994) es una modelo softcore y surfista profesional australiana.

## Primeros años
Nacida en Gold Coast (Australia), es la mayor de siete hermanos. Pasó su infancia viajando por Australia con su familia. Sus padres eran aficionados al surf, y durante 10 años viajaron por el país, mientras eran educados en casa. Durante ese tiempo, aprendió a surfear y decidió convertirse en surfista profesional. La familia asistía con regularidad a competiciones de surf, en las que Ellie-Jean se inscribía y acababa haciéndolo bien. Toda la familia practica el surf, y sus hermanas y hermano a veces también han alcanzado el estatus de profesionales. En ocasiones, Coffey ha competido con su hermana por una plaza en la élite del Women's Surfing Championship Tour.

## Carrera
Coffey ganó el segundo puesto en el Campeonato Mundial Junior de Surf celebrado en Panamá en 2012. La surfista probó la tabla de aleta única, estilo tradicional en el Single Fin Classic en 2015, y dominó la competición, a pesar de no haber utilizado una anteriormente. En 2017, Coffey ocupaba el puesto 97 en el ranking mundial QS. También es modelo. Sus imágenes de alto perfil en sus sitios de medios de comunicación, empezaron a atraer mucha atención, mientras seguía aumentando su perfil. Esto hizo que consiguiera una serie de acuerdos de patrocinio de empresas de moda relacionadas con el surf, como Billabong, Von Zipper y Surf Stitch. También ha publicado sus propias imágenes softcore a través de su sitio web.
Coffey ha hecho afirmaciones de que el entorno de las competiciones de surf es misógino. Dejó de participar en competiciones después de 2017. Ha declarado que la comunidad del surf y la competición contiene mucha negatividad e incluso abuso hacia las mujeres, y que los muchos años que había pasado en ella la habían afectado, hasta el punto de buscar terapia. Continuó surfeando, si bien más como entretenimiento, de forma recreativa, y no en competiciones.
En 2021, su cuenta de Instagram, que llegó a contar con un millón de seguidores, fue suspendida por la propia empresa a raíz de unas quejas. Se alegó que las quejas procedían de ataques vejatorios y coordinados.